# Otto Weiss (Historiker, 1890)
Otto Weiss (* 29. März 1890 in Herisau; † 28. Dezember 1950 in Zürich; ab 1900 heimatberechtigt in Winterthur und ab 1926 in Zürich) war ein französisch-schweizerischer Historiker und Hochschullehrer.

## Leben
Otto Weiss war Sohn des Appreteurmeisters François Nicolas und der Anna Barbara, geborene Seiler. Er war zunächst Franzose aus Lachapelle-sous-Rougemont des Territoire de Belfort, bevor er 1900 das Schweizer Bürgerrecht erlangte. 1925 heiratete er Lina Elisabetha Leuthold, Tochter des Kaufmannes Felix Rudolf. In der Schweizer Armee war er Major.
Nach dem Gymnasium in Winterthur studierte Weiss Geschichte und Anglistik an der Universität Zürich. Ebenda promovierte er 1914 mit einer Dissertation über Die tessinischen Landvogteien der XII Orte im 18. Jahrhundert. Ab 1914 war er Hilfslehrer an Zürcher Mittelschulen, von 1920 bis 1932 Lehrer für Englisch und Geschichte an der Kantonsschule Zürich und ab 1923 Lehrer am Seminar Küsnacht.
An der ETH Zürich wurde Weiss 1940 Privatdozent und 1947 Titularprofessor für Schweizer Geschichte der Neuzeit. Seine Forschungsschwerpunkte waren General Guillaume-Henri Dufour und der Sonderbundskrieg sowie die Kolonialpolitik insbesondere des englischen Weltreichs. Mit Gottfried Guggenbühl gab er die Quellen zur allgemeinen Geschichte (4 Bände, 1939–1958) heraus. Bekannt wurde Weiss durch seine wöchentlichen Radiovorträge zu Tagesfragen während des Zweiten Weltkriegs.

## Werke
- mit Gottfried Guggenbühl (Hrsg.): Quellen zur allgemeinen Geschichte. 4 Bände. Schulthess, Zürich 1939–1958.